# 王艮 (泰州)
王艮（1483年7月20日—1541年1月2日），原名王銀，字汝止，号心斋，明朝泰州安丰场（今江苏东台安丰）人，人稱王泰州。思想家王陽明弟子，泰州学派創始人。

## 生平
先世原居苏州，後祖王伯寿落户於泰州安丰场，以烧盐为生。王艮生於明憲宗成化十九年（1483年），為「灶丁」（烧盐的苦力）階級，世代為灶户，“七歲受書鄉塾，貧不能竟學”，十一歲時家貧輟學。
十九歲時隨父王守庵經商至山東。在山東曲阜曾謁孔廟而嘆曰：“夫子亦人也，我亦人也”。十九歲後“常銜《孝經》、《论语》、《大学》袖中，逢人质难，久而信口谈解，如或启之”，因善经营，“自是家道日裕”，成為富戶。
三十八歲時，遠赴江西，师从江西巡抚王阳明，是王阳明的重要弟子之一，陽明一開始覺得他個性高傲，因此把他的名字改成帶有靜止意思的“艮”字；王艮經常與師爭論，“時時不滿師說”，堅持自己的觀點，既“反复推难、曲尽端委”，又“不拘泥传注”、“因循师说”，於是自創“淮南格物說”。有一次坐“招搖車”（蒲輪）招搖過市，遭陽明指責。
阳明病逝后，“迎丧桐庐，约同志经理其家”，“往会稽会葬”，照料其后人。後來王艮定居泰州安丰，开始自立门户，创立泰州学派，主张“百姓日用即道”，他深知“百姓日用条理处，即是圣人之条理处，圣人知便不失，百姓不知便为失。”
明世宗嘉靖十九年（1540年）十二月八日卒於鄉。有其门人收辑的《心斋全集》6卷传世。

## 学说
王艮的门徒以平民百姓居多，「入山林求會隱逸，過市井啟發愚蒙，沿途聚讲，直抵京师」，但亦不乏著名學者如徐樾、顏鈞、王棟、王襞、羅汝芳、何心隱等人，子弟至五傳共有487人，羅汝芳為集大成者。黃宗羲稱此一派竟能“赤手以搏龍蛇”。泰州学派提出“百姓日用即道”的观点，强调“知之为知之，不知为不知，是天德良知也”。
王艮在讲学時别出心裁，按《礼经》制着深衣、戴五常冠，“行则规圓方矩，坐则焚香默识”，他一生布衣，拒絕入仕，並直指统治者：“使僕父子安乐于治下，仍与二三子讲明此学，所谓师道立，则善人多，善人多，则朝廷正，而天下治矣”，故被斥為“異端”。

## 外部連結
- 吳震：〈王心斋“淮南格物”说新探 （页面存档备份，存于）〉。
- “尊身立本”：王艮与泰州學派
- 王艮年譜